# Шкала Ріхтера
Шкала Ріхтера (точніша назва «локальна шкала ML») використовується для оцінки порядкової величини землетрусу. Це логарифмічна шкала з основою 10, значення на котрій отримуються шляхом обчислення логарифма комбінованої горизонтальної амплітуди найбільшого зміщення від нуля показаного сейсмографом. Ослаблення амплітуди відстанню між епіцентром землетрусу та сейсмографом коректують шляхом віднімання логарифма прогнозованої амплітуди землетрусу порядку 0 на такій відстані.

## Історія
1935 року її запропонував Чарльз Ріхтер у співавторстві із Бено Ґутенберґом — обидва співробітники Каліфорнійського інституту технології; спершу шкала була призначена для дослідження певної області в Каліфорнії із використанням певного пристрою (торсійного сейсмографа Вуда-Андерсона).
Ріхтер довільним чином вибрав за порядкову величину 0 землетрус, що має наслідком комбіноване горизонтальне зміщення в 1 мікрометр зареєстроване торсійним сейсмографом Вуда-Андерсона розташованого за 100 км від епіцентру. Такий вибір був викликаний бажанням уникнути негативних величин. Однак, шкала Ріхтера не має ані верхньої, ані нижньої межі. Сучасні, чутливіші сейсмографи реєструють як звичайну подію землетруси негативної порядкової величини.
Через конструктивне обмеження, сейсмограф Вуда-Андерсона не міг реєструвати події величиною понад 6,8 бала.

## Обмеження шкали Ріхтера
Головною проблемою шкали Ріхтера є те, що її покази важко співвіднести із фізичними характеристиками оригінального землетрусу.

## Відношення значень шкали Ріхтера до проявів землетрусу
Події порядку понад 4,5 є достатньо сильними, щоб їх можна було зареєструвати сейсмографами будь-де у світі.
Наступна таблиця описує типові ефекти землетрусів різного порядку поблизу епіцентру. Інформація подана в таблиці повинна використовуватись зі значною засторогою, оскільки інтенсивність, а отже й ефект на поверхні, залежать не лише від порядку, але також від відстані від епіцентру та геологічних умов.
| Опис            | Значення Mw   | Наслідки | Частота         |
| --------------- | ------------- | --- | --------------- |
| Мікро           | Менше ніж 2,0 | Мікроземлетруси, не відчуваються. | ~8000 на день   |
| Дуже слабкі     | 2,0-2,9       | Як правило не відчуваються, але реєструються. | 1000 на день    |
| Слабкі          | 3,0-3,9       | Часто відчуваються, дуже рідко завдають шкоди. | ~49 000 щорічно |
| Легкі           | 4,0-4,9       | Відчутне тремтіння речей всередині будинків, значна шкода малоймовірна.                                                                                      | ~6200 щорічно   |
| Помірні         | 5,0-5,9       | Може завдати значної шкоди старим та погано сконструйованим будівлям на незначній території. Щонайбільше, незначні пошкодження добре спроєктованим будівлям. | 800 на рік      |
| Сильні          | 6,0-6,9       | Може спричинити руйнацію на території до 150 км довжиною/шириною в населених регіонах.                                                                       | 120 на рік      |
| Дуже сильні     | 7,0-7,9       | Значна руйнація на значній території. | 18 на рік       |
| Великі          | 8,0-8,9       | Серйозна руйнація на територіях довжиною/шириною в сотні кілометрів.                                                                                         | 1 на рік        |
| Рідкісно великі | 9,0 і більше  | | 1 на 20 років   |

Найбільший зареєстрований землетрус це Великий чилійський землетрус, що відбувся 22 травня 1960 року що мав порядкову величину (MW) 9,5 (Чилі, 1960).